# Afrotyphlops anomalus
Espèce
Synonymes
- Onychocephalus anomalus Bocage, 1873
- Typhlops anomalus (Bocage, 1873)
- Rhinotyphlops anomalus (Bocage, 1873)
- Megatyphlops anomalus (Bocage, 1873)
- Typhlops anchietae Bocage, 1886
- Onychocephalus anchietae (Bocage, 1886)

Afrotyphlops anomalus est une espèce de serpents de la famille des Typhlopidae. 

## Répartition
Cette espèce est endémique du Sud-Est de l'Angola.

## Publication originale
- Bocage, 1873 : Reptiles nouveaux de l'intérieur de Mossamedes. Jornal de Sciências, Mathemáticas, Physicas e Naturaes, vol. 4, p. 247-253 (texte intégral).